# C-Liga
C-liga (tidligere Kvinde 2. division) er den tredjebedste række i Danmarksturneringen i kvindefodbold. Rækken er opdelt i to puljer, pulje 1 og pulje 2, med hver syv hold. Op til sæsonen 2025/26 skiftede rækken navn til C-Liga.
Kvinde 2. division blev etableret i med virkning fra sæsonen 2021/22. Rækken hed tidligere Danmarksserien for kvinder (eller DS for kvinder).